# SNOW KISS
「SNOW KISS」（スノウ キッス）は、日本のバンド・NIRGILISの通算10枚目のシングル。

## 解説
3rdアルバム『BOY』に次いでリリースされた2006年第3弾シングル。初回生産盤は『D.Gray-man』オリジナルワイドキャップ仕様となっている。
タイトル曲「SNOW KISS」は、「sakura」に次いで2度目のテレビアニメタイアップ楽曲となった。カップリング曲には、『BOY』収録曲に新たにマッシュアップを行った楽曲、および3か月後の2007年2月にリリースされたリミックスアルバム『GIRL』収録曲の先行カットが収録された。

## 収録曲
全作詞：acchu iwata
1. SNOW KISS（作曲：acchu iwata、ko-ki ito / 編曲：NIRGILIS）
テレビ東京系アニメ『D.Gray-man』エンディングテーマ（2006年10月3日 - 12月26日放送分）。
2. 東京破片 (X'MASH UP Ver.)（作曲：ko-ki ito、acchu iwata、yuki inadera / 編曲：NIRGILIS）
アルバム『BOY』収録曲「東京破片」に、「ジングルベル」「もろびとこぞりて」の2曲のクリスマスソングをマッシュアップしたバージョン。
3. Bed (Hyperact Mix Remixed by Christ.)（作曲：minoru kurihara、ko-ki ito、acchu iwata / 編曲：christ）
リミックスアルバム『GIRL』収録曲の先行収録。
4. SNOW KISS (original instrumental)

## 収録アルバム
- RGB（2009年4月8日発売、#1） - シングルリリースからアルバム収録までに2年4か月半（124週）を要した。